# 铁电性
铁电性（英語：Ferroelectricity）是某些材料存在自发的电极化，并在外加电场的作用下可以被反转的特性。该术语被用于类比铁磁性，其中，材料表现出永久磁矩。当铁电性于1920年被Valasek在酒石酸钾钠中发现时，铁磁性就已经被知道。其英文术语的前缀ferro，意思是铁，只是被用来描述属性，事實上大多数铁电材料不含有铁。

## 極化

电介质极化

顺电极化

铁电极化

多數材料的極化是與外加電場成線性正比的，非線性效應是不顯著的。這種極化叫做介電極化。有些稱作順電體的材料，其線性之極化效應更加顯著。於是與極化曲線斜率相對應的介電常數為一個外加電場之函數。除了非線性效應外，鐵電材料中還存在自發極化。鐵電材料的不同之處在於它的自發極化可以在外加電場作用下被反轉，產生一個電滯曲線。
一般來說，材料的鐵電性只存在於某一相應溫度以下，稱為居里溫度。在這個溫度以上，材料變為順電體。

## 应用
铁电材料的非线性性质可以用来制造电容可调的电容器。一个铁电电容器的典型结构是两个电极夹一层铁电材料。铁电材料的介电常数不仅可以调节，而且在相变温度附近值非常大。这使得铁电电容器与其他电容器相比体积非常小。
带有滞归特性的自发极化的铁电材料可以用来制造存储器。在实际应用中，铁电材料可以用来制造电脑和RFID卡。这些应用通常是基于铁电薄膜，这样用一个不太大的电压就可以产生一个强大的矫顽场。

## 材料
铁电材料内部的电偶极子与材料的晶格密切相关，于是材料晶格的变化将导致材料自发极化的变化。自发极化的变化将产生一个表面电荷。由此，在铁电电容器当中，即使没有外加电压，电流也会产生。改变晶格的两个因素是力和温度。外加的机械应力可以产生表面电荷的性质称作压电性，温度的变化导致自发极化的变化的性质称作焦电性。

## 参阅
- 分类:铁电材料
- 鐵電隨機存取記憶體(FeRAM)